# Agglomération de Rouen
Pour les articles homonymes, voir CAR.
La Communauté de l'agglomération rouennaise (CAR) est un ancien établissement public de coopération intercommunale français, situé dans le département de la Seine-Maritime et la région Normandie (anciennement Haute-Normandie).
Le 1er janvier 2010, la Communauté de l'agglomération rouennaise a fusionné avec l'Agglo d'Elbeuf et les communautés de communes de Seine-Austreberthe et du Trait-Yainville afin de former la Communauté d'agglomération Rouen-Elbeuf-Austreberthe (CREA), celle-là même qui devint la Métropole Rouen Normandie en 2015.

## Histoire
Le SIVOM de l'agglomération rouennaise est créée le 21 février 1974. Il exerce des compétences précises et limitées essentiellement dans les domaines des services d'incendie et de secours, des transports urbains de voyageurs et dans l'élaboration d'un plan global de traitement des déchets à l'échelle intercommunale.
- 16 décembre 1995 : Le SIVOM devient le District de l'agglomération rouennaise[2]. La structure élargit ses compétences dans les domaines du développement économique, de l’habitat et de la vie sociale, de l’enseignement supérieur et de la recherche, de la vie sportive, de la vie culturelle, de la formation et de la jeunesse et de l’aide aux petites communes.

- 1er janvier 2000 : Dans le cadre de la loi du 12 juillet 1999 sur l’intercommunalité, le District de l'agglomération rouennaise franchit une nouvelle étape en devenant Communauté de l’agglomération rouennaise par arrêté préfectoral le 30 décembre[3]. L’action au quotidien de la communauté pour ses habitants se décline maintenant en plusieurs grands domaines : économie, aménagement, transports, environnement, développement social urbain, vie sportive et culturelle.

- 3 avril 2008 : Laurent Fabius est élu président de la Communauté de l'agglomération rouennaise.

## Administration

### Communes adhérentes

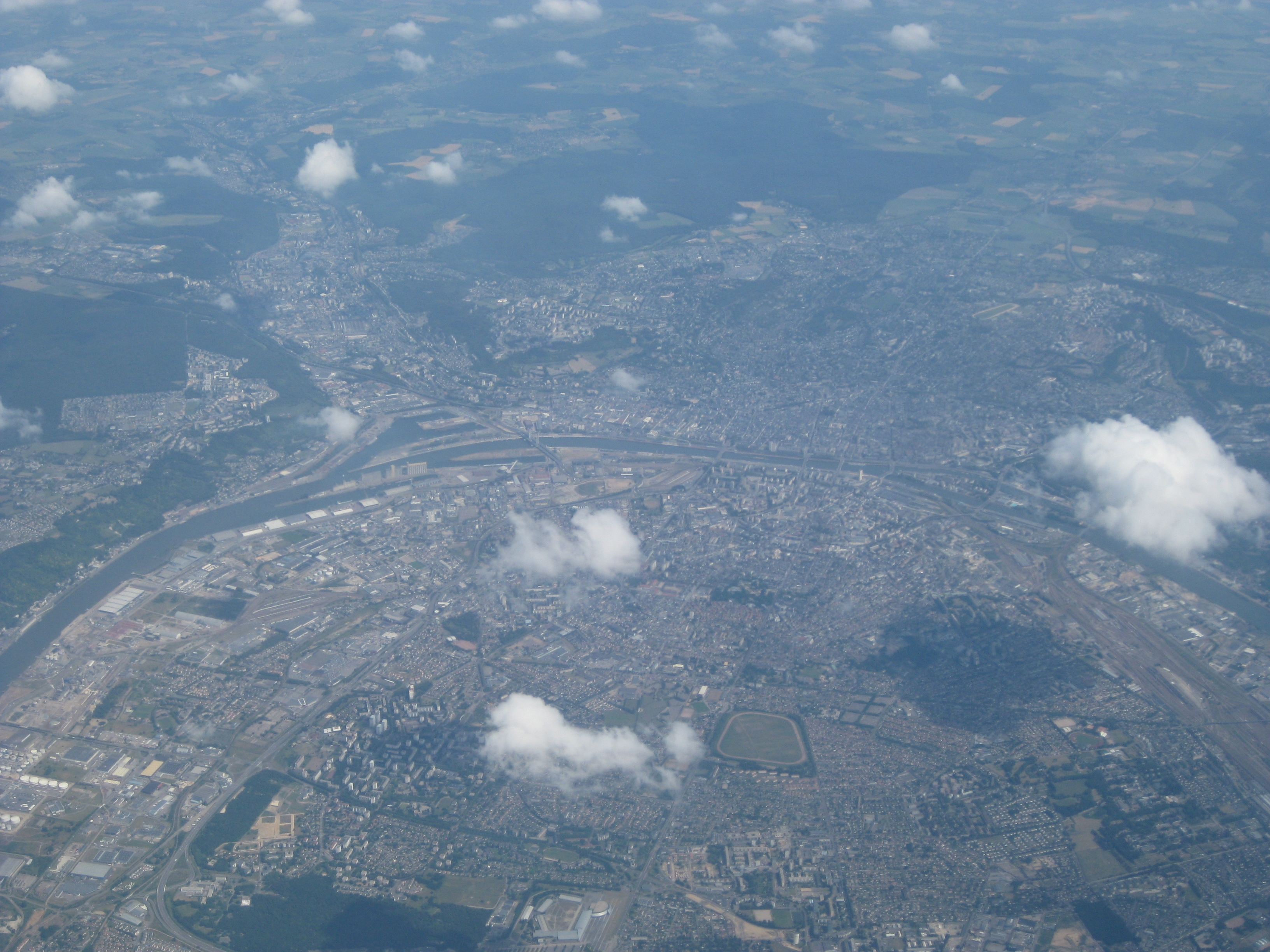
Vue aérienne de l'agglomération rouennaise

| Code Insee | Commune                             | Population   | Superficie | Densité        | Année d'adhésion | Nombre de sièges |
| ---------- | ----------------------------------- | ------------ | ---------- | -------------- | ---------------- | ---------------- |
| 76005      | Amfreville-la-Mi-Voie               | 3 063 hab.   | 3,89 km2   | 787 hab./km2   | 1999             | 1                |
| 76039      | Les Authieux-sur-le-Port-Saint-Ouen | 1 218 hab.   | 4,53 km2   | 269 hab./km2   | 2007             | 1                |
| 76069      | Belbeuf                             | 2 057 hab.   | 6,56 km2   | 314 hab./km2   | 1999             | 1                |
| 76095      | Bihorel                             | 8 438 hab.   | 2,51 km2   | 3 362 hab./km2 | 1999             | 2                |
| 76108      | Bois-Guillaume                      | 12 953 hab.  | 8,85 km2   | 1 464 hab./km2 | 1999             | 3                |
| 76103      | Bonsecours                          | 6 768 hab.   | 3,76 km2   | 1 800 hab./km2 | 1999             | 2                |
| 76116      | Boos                                | 3 132 hab.   | 14,03 km2  | 223 hab./km2   | 2007             | 1                |
| 76131      | La Bouille                          | 797 hab.     | 1,27 km2   | 628 hab./km2   | 1999             | 1                |
| 76157      | Canteleu                            | 14 828 hab.  | 17,61 km2  | 842 hab./km2   | 1999             | 4                |
| 76212      | Darnétal                            | 9 390 hab.   | 4,93 km2   | 1 905 hab./km2 | 1999             | 2                |
| 76216      | Déville-lès-Rouen                   | 10 249 hab.  | 3,6 km2    | 2 847 hab./km2 | 1999             | 3                |
| 76273      | Fontaine-sous-Préaux                | 542 hab.     | 3,52 km2   | 154 hab./km2   | 1999             | 1                |
| 76475      | Franqueville-Saint-Pierre           | 5 567 hab.   | 8,56 km2   | 650 hab./km2   | 1999             | 2                |
| 76313      | Gouy                                | 816 hab.     | 4,97 km2   | 164 hab./km2   | 2007             | 1                |
| 76319      | Grand-Couronne                      | 9 496 hab.   | 16,93 km2  | 561 hab./km2   | 1999             | 2                |
| 76322      | Le Grand-Quevilly                   | 25 826 hab.  | 11,11 km2  | 2 325 hab./km2 | 1999             | 6                |
| 76350      | Hautot-sur-Seine                    | 358 hab.     | 2,16 km2   | 166 hab./km2   | 2005             | 1                |
| 76366      | Le Houlme                           | 4 073 hab.   | 2,97 km2   | 1 371 hab./km2 | 1999             | 1                |
| 76367      | Houppeville                         | 2 463 hab.   | 20,8 km2   | 118 hab./km2   | 1999             | 1                |
| 76377      | Isneauville                         | 2 463 hab.   | 8,2 km2    | 300 hab./km2   | 1999             | 1                |
| 76402      | Malaunay                            | 5 900 hab.   | 9,25 km2   | 637 hab./km2   | 1999             | 2                |
| 76410      | Maromme                             | 11 567 hab.  | 4,01 km2   | 2 885 hab./km2 | 1999             | 3                |
| 76429      | Le Mesnil-Esnard                    | 6 773 hab.   | 5,07 km2   | 1 336 hab./km2 | 1999             | 2                |
| 76448      | Montmain                            | 1 363 hab.   | 6,04 km2   | 226 hab./km2   | 2007             | 1                |
| 76451      | Mont-Saint-Aignan                   | 20 001 hab.  | 7,94 km2   | 2 519 hab./km2 | 1999             | 5                |
| 76457      | Moulineaux                          | 882 hab.     | 3,47 km2   | 254 hab./km2   | 1999             | 1                |
| 76464      | La Neuville-Chant-d'Oisel           | 1 942 hab.   | 21,83 km2  | 89 hab./km2    | 2007             | 1                |
| 76474      | Notre-Dame-de-Bondeville            | 7 130 hab.   | 6,28 km2   | 1 135 hab./km2 | 1999             | 2                |
| 76484      | Oissel                              | 11 564 hab.  | 22,19 km2  | 521 hab./km2   | 1999             | 3                |
| 76497      | Petit-Couronne                      | 9 110 hab.   | 12,8 km2   | 712 hab./km2   | 1999             | 2                |
| 76498      | Le Petit-Quevilly                   | 21 860 hab.  | 4,35 km2   | 5 025 hab./km2 | 1999             | 5                |
| 76514      | Quévreville-la-Poterie              | 921 hab.     | 4,68 km2   | 197 hab./km2   | 2007             | 1                |
| 76536      | Roncherolles-sur-le-Vivier          | 1 098 hab.   | 5,35 km2   | 205 hab./km2   | 2002             | 1                |
| 76540      | Rouen                               | 109 425 hab. | 21,38 km2  | 5 118 hab./km2 | 1999             | 22               |
| 76550      | Sahurs                              | 1 315 hab.   | 11,23 km2  | 117 hab./km2   | 2005             | 1                |
| 76558      | Saint-Aubin-Celloville              | 967 hab.     | 6,72 km2   | 144 hab./km2   | 2007             | 1                |
| 76560      | Saint-Aubin-Épinay                  | 942 hab.     | 9,83 km2   | 96 hab./km2    | 1999             | 1                |
| 76575      | Saint-Étienne-du-Rouvray            | 28 068 hab.  | 18,25 km2  | 1 538 hab./km2 | 1999             | 6                |
| 76591      | Saint-Jacques-sur-Darnétal          | 2 588 hab.   | 16,71 km2  | 155 hab./km2   | 1999             | 1                |
| 76599      | Saint-Léger-du-Bourg-Denis          | 3 335 hab.   | 2,81 km2   | 1 187 hab./km2 | 1999             | 1                |
| 76617      | Saint-Martin-du-Vivier              | 1 769 hab.   | 5 km2      | 354 hab./km2   | 1999             | 1                |
| 76634      | Saint-Pierre-de-Manneville          | 724 hab.     | 10,21 km2  | 71 hab./km2    | 2005             | 1                |
| 76681      | Sotteville-lès-Rouen                | 30 042 hab.  | 7,44 km2   | 4 038 hab./km2 | 1999             | 7                |
| 76717      | Val-de-la-Haye                      | 732 hab.     | 10,16 km2  | 72 hab./km2    | 1999             | 1                |
| 76753      | Ymare                               | 1 123 hab.   | 4,03 km2   | 279 hab./km2   | 2007             | 1                |
| Totaux     | 45 communes                         | 405 641 hab. | 448 km2    | --             | --               | 111              |

| 1990    | 1999    | 2002    | 2005    | 2006    | 2008    |
| ------- | ------- | ------- | ------- | ------- | ------- |
| 386 546 | 396 902 | 398 001 | 400 269 | 405 392 | 405 641 |

### Administration
La communauté d'agglomération était administrée par le conseil communautaire, composé de 110 conseillers, désignés pour 6 ans par les conseils municipaux des communes. Chaque commune est représenté par un nombre de conseillers proportionnel à son poids démographiques, avec un délégué par tranche de 5 000 habitants. Du fait de la faiblesse démographique de Rouen vis-à-vis de sa banlieue, les délégués de la ville-centre sont largement minoritaires dans le conseil, avec 20 % des sièges.
Le bureau élu le 3 avril 2008, est composé du président, Laurent Fabius, de 27 vice-présidents, et de 6 membres sans attribution.
Les présidents successifs de la structure intercommunale (SIVOM, district, communauté d'agglomération) ont été :
| Période | Période          | Identité       | Étiquette | Qualité |
| ------- | ---------------- | -------------- | --------- | ------- |
| 1974    | 1989             | Jean Lecanuet  | UDF       |         |
| 1989    | 16 décembre 1995 | Laurent Fabius | PS        |         |

| Période          | Période          | Identité       | Étiquette | Qualité |
| ---------------- | ---------------- | -------------- | --------- | ------- |
| 16 décembre 1995 | 31 décembre 1999 | Laurent Fabius | PS        |         |

| Période          | Période          | Identité         | Étiquette | Qualité |
| ---------------- | ---------------- | ---------------- | --------- | ------- |
| 1er janvier 2000 | 10 avril 2001    | Yvon Robert      | PS        |         |
| 10 avril 2001    | 3 avril 2008     | François Zimeray | PS        |         |
| 3 avril 2008     | 31 décembre 2009 | Laurent Fabius   | PS        |         |

## Compétences
Les principales compétences de la Communauté de l'agglomération rouennaise sont :
- les transports en commun : l’exploitation du réseau des transports en commun (TEOR, métro, bus, et taxi collectif) est confié à la TCAR mais la Communauté de l’agglomération rouennaise y joue un rôle important car elle finance et décide de toutes les évolutions liées aux transports en commun. Elle est l’autorité organisatrice chargée du développement et du financement des transports urbains dans les 45 communes de l’agglomération.

- le développement économique : la Communauté de l'agglomération rouennaise est chargée de la gestion des zones d’activités économiques et les actions de développement économique d’intérêt communautaire.

- l’aménagement de l’espace communautaire : la Communauté de l'agglomération rouennaise suit les révisions et les modifications des PLU (Plans locaux d’urbanisme).

- l’équilibre social de l’habitat : le Programme local de l'habitat (PLH) est un document de référence retraçant les principaux enjeux de la politique de l'habitat ainsi que les objectifs à atteindre. Parmi ces derniers, les quatre thèmes majeurs sont : accroître et orienter l’offre nouvelle de logements, adapter et améliorer le parc existant, soutenir la diversification de l’offre de logements et, enfin, mettre en place des outils de connaissance et de suivi du marché du logement.

- la collecte des déchets : la Communauté de l'agglomération rouennaise a mis en place une direction « collecte des déchets ménagers » composée de 174 agents dont la mission est d'assurer la collecte des déchets mais aussi de la distribution des sacs et des bacs, de l'entretien du matériel et des installations et de la gestion du personnel.

- la vie culturelle et sportive : depuis 2000, la Communauté de l’agglomération rouennaise détient une nouvelle compétence, spécifique au sport. « Construction, aménagement, entretien et gestion d’équipements culturels, sportifs d’intérêt communautaire et participation à des activités culturelles et sportives d’intérêt communautaire » font partie des nouvelles orientations de l’agglomération.

- l’eau et l’assainissement : la Communauté de l’agglomération rouennaise produit et distribue l’eau potable depuis 2005. Quant à l’assainissement, elle a une compétence pour la totalité du système de collecte, de transport et d’épuration des eaux usées ainsi que pour l’élimination des boues. Elle est également chargée de la construction et de l'exploitation des ouvrages publics d'eaux pluviales, ainsi que l'aménagement et l'entretien de la partie humide des rivières non-domaniales.

- l’enseignement supérieur et la recherche.

- la formation jeunesse.

- le tourisme.

## Réalisations

### Publications
La Communauté de l'agglomération rouennaise publie Agglo Mag, un magazine mensuel d’information distribué chez les habitants des 45 communes. Agglo Mag évoque les projets et les réalisations de la Communauté de l'agglomération rouennaise, l'actualité dans ses 45 communes. Elle réalise également une lettre d'information mensuelle pour tous ses abonnés internautes.

### Déchets
Depuis 1990, le SIVOM puis le District ont pris l'ensemble des décisions en matière de collecte sélective, de valorisation et de traitement des déchets ménagers recyclables. La Communauté de l'agglomération rouennaise a intégré dans ses statuts la collecte et le traitement des déchets ménagers et assimilés au 1er janvier 2002.
En application de ces statuts, la Communauté de l’agglomération rouennaise a mis en place un pôle de la maîtrise des déchets et d'éducation à l'environnement.
Ce pôle, composé de 174 agents, a pour mission d'assurer la collecte des déchets mais aussi la distribution des sacs et des bacs, l'entretien du matériel et des installations, et la gestion du personnel.

### Eau et assainissement
Dans le cadre de ses compétences en matière d’assainissement, la Communauté de l’agglomération rouennaise a mis en place un service public d'assainissement non collectif (SPANC) en 2005.
Le SPANC contrôle les installations d’assainissement non collectif des particuliers. L’objectif est la mise en conformité des installations d’assainissement pour limiter la pollution des nappes phréatiques.

### Transports

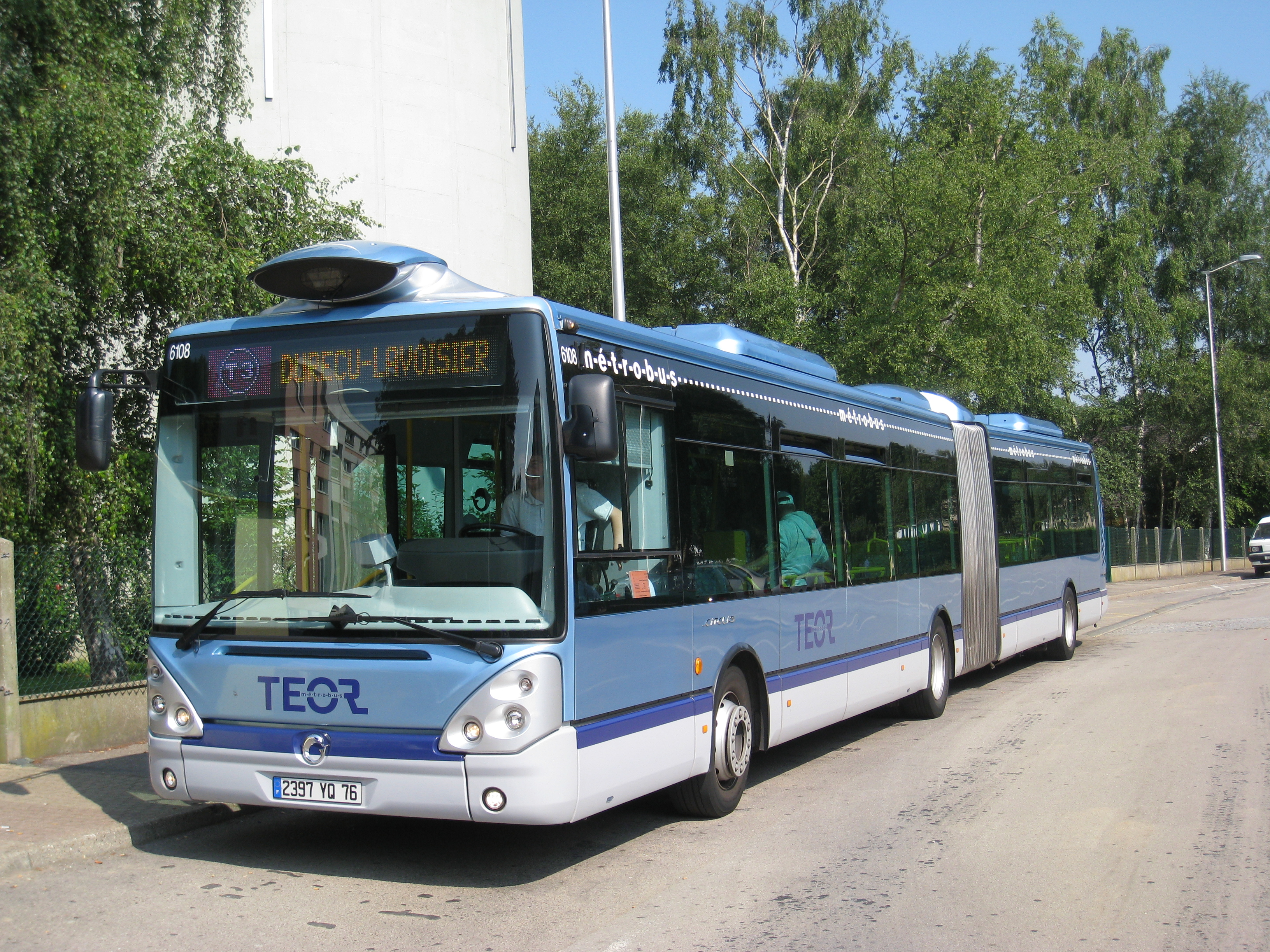
Véhicule TEOR au terminus de la ligne T3

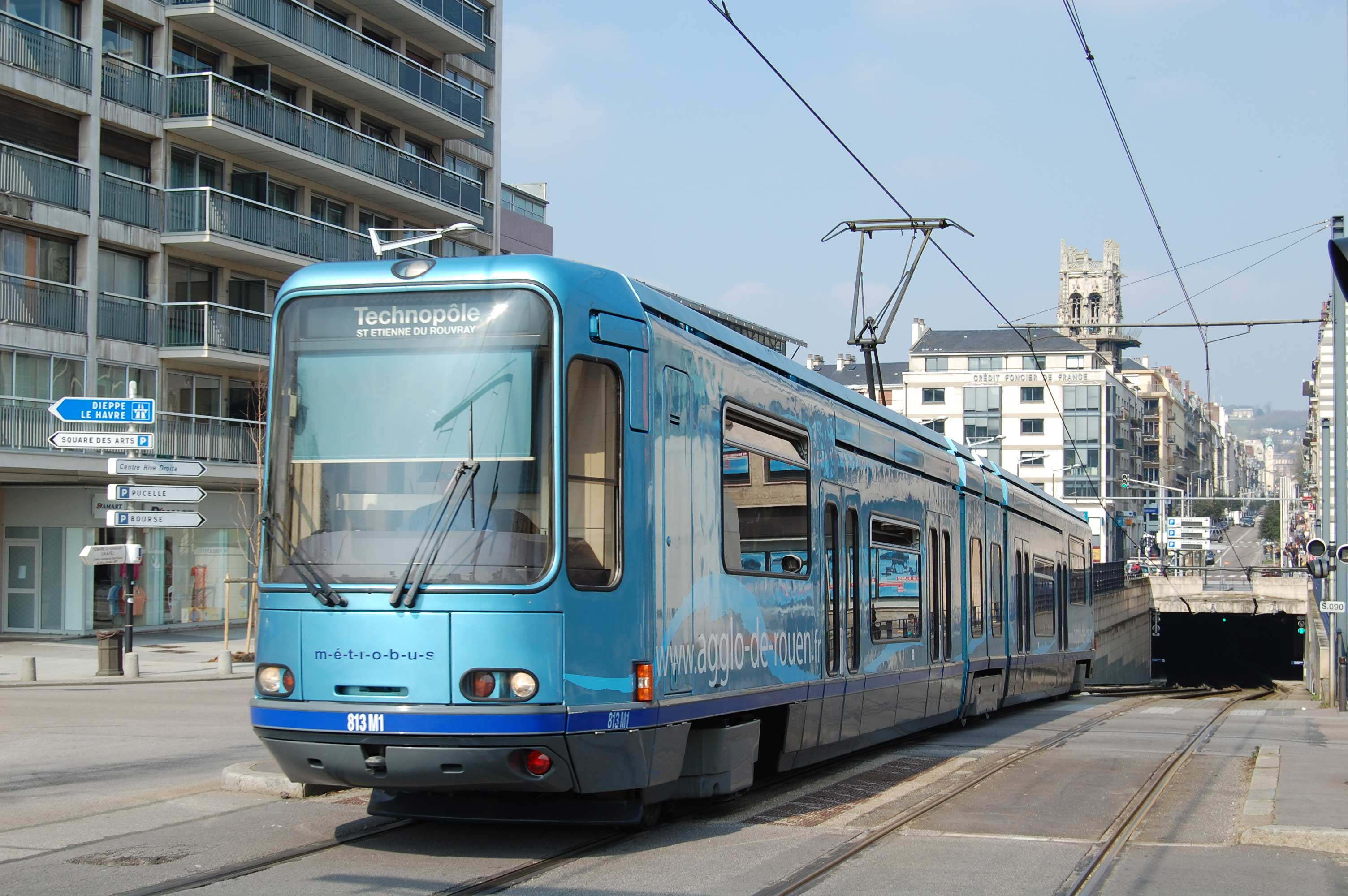
Rame du métro sur le pont Jeanne-d'Arc

TEOR est un système intermédiaire entre le tramway et le bus.
Avec ses voies réservées sur environ 70 % de son parcours et sa priorité aux carrefours, ce bus à haut niveau de service est plus rapide et plus régulier qu'un bus classique. Avec ses stations aménagées, il offre un niveau de confort proche de celui d'un tramway, renforcé également par le guidage optique qui permet une accessibilité de plain-pied.
Le projet TEOR, en plus de l'amélioration des transports en commun, s'inscrit dans le cadre de la requalification de l'espace public grâce notamment aux implantations d’arbres, à la réfection des voiries et des trottoirs, à l’aménagement des carrefours, à l’effacement du paysage des réseaux de téléphone et d’électricité, à l’uniformisation du mobilier urbain, etc.
Le réseau TEOR est composé de trois lignes desservant 8 communes de l’agglomération d’est en ouest (Darnétal ; Rouen ; Bihorel ; Mont-Saint-Aignan ; Déville-lès-Rouen ; Maromme ; Notre-Dame-de-Bondeville et Canteleu avec un tronc commun de 4 km du pôle d'échange du Mont-Riboudet jusqu'à Saint-Hilaire.
Le métro est une véritable réussite depuis 1994, année de son lancement : près de 1,5 million de km sont parcourus chaque année pour plus de 15 millions de voyageurs. Succès à la fois commercial et urbanistique puisque le métro a amélioré le cadre de vie des communes traversées.
La ligne est divisée en deux branches, qui desservent au total 5 communes (Grand-Quevilly, Petit-Quevilly, Rouen, Saint-Étienne-du-Rouvray et Sotteville-lès-Rouen). Elle est composée de 31 stations dont 5 souterraines dans Rouen.
L'agglomération a pour projet de doubler sa capacité d'ici à 2012 grâce à l'achat de nouvelles rames plus longues.

### Zénith

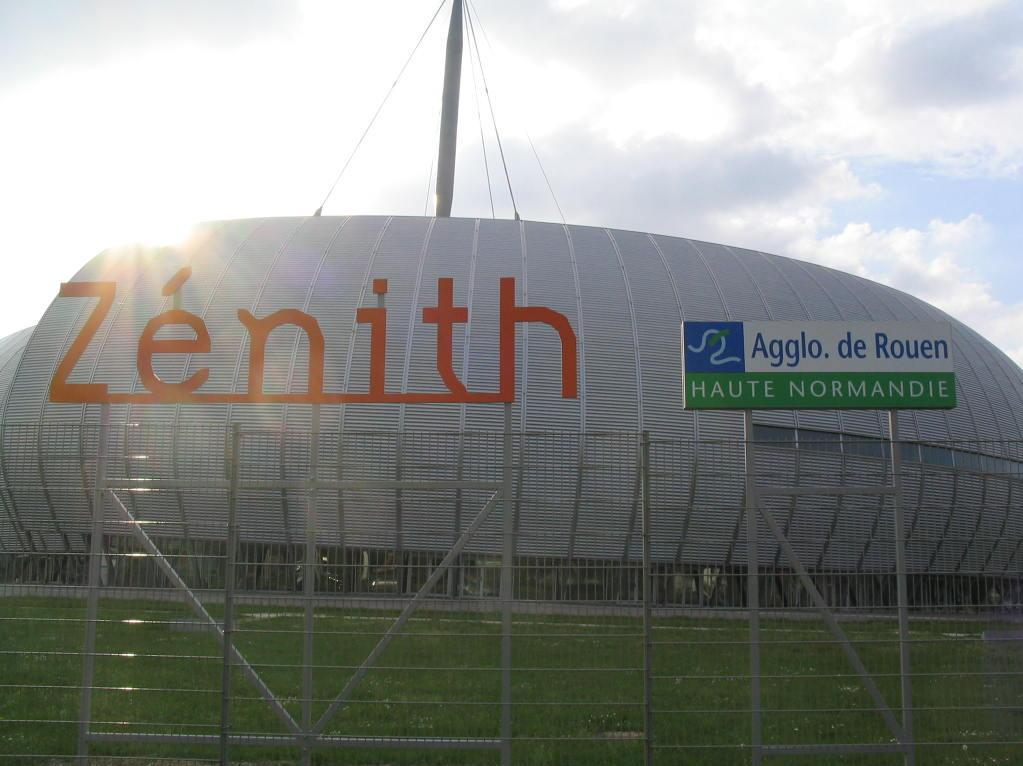
Zénith de Rouen.

Le Zénith de Rouen est le 10e Zénith de France. La Communauté de l’agglomération rouennaise s’est dotée de cet équipement en 2001 comprenant un vaste espace scénique et une infrastructure insonorisée pour répondre aux plus exigeantes des productions actuelles et des congrès conventions d’entreprises.
Depuis février 2006, le Zénith de Rouen est géré par la SESAR (Société d’exploitation de spectacles de l’agglomération rouennaise).

### Pont Gustave-Flaubert
Le pont Gustave-Flaubert, pont levant le plus haut d'Europe, est ouvert à la circulation depuis septembre 2008. Il supporte un trafic journalier d’au moins 50 000 véhicules. Pour l’agglomération, ce sixième franchissement routier de la Seine d'un coût de 49,4 millions d’euros (hors viaducs d’accès), cofinancé par l’État, la Région, le Département et la Communauté de l’Agglomération Rouennaise, était capital en permettant de réduire le trafic routier dans le centre-ville de Rouen.

### Port de plaisance
Ce port de plaisance est en service depuis l’Armada 2008. Le bassin Saint-Gervais s’est métamorphosé pour pouvoir accueillir des plaisanciers.
- 235 mètres de ponton et de la passerelle d'accès, réhabilitation de l'ancien bâtiment des douanes, éclairages, bornes d'alimentation électrique, arrivées d'eau.
- 50 anneaux pour amarrer les bateaux dans cette nouvelle halte de plaisance et d'hivernage.

### La Maison des forêts
Pour valoriser son patrimoine forestier et développer une véritable éducation à l’environnement à l’échelle des 45 communes, la Communauté de l’agglomération rouennaise a décidé la construction d’un réseau de maisons des forêts. Ces maisons offrent un lieu permanent de présentation et de connaissance du patrimoine forestier. La première est ouverte depuis mars 2008. Située à Saint-Étienne-du-Rouvray, elle accueille le grand public le week-end et des scolaires et accueils de loisirs en semaine. 120 classes ont été accueillies (au 19 juin 2009) depuis son ouverture en mars 2008.

### Plan lumière
La mise en place du plan lumière de l’agglomération rouennaise a pour objectif de créer un cheminement visuel et attractif avec la Seine comme fil conducteur. À travers ce projet, les ponts, les berges, les silos portuaires, les grues et les falaises qui dominent le fleuve sont équipés de projecteurs ou de fils de lumière bleue qui tranchent avec les lumières jaunes de l’éclairage public traditionnel.

### Pépinières d’entreprises
Au printemps 2006, la Communauté de l’agglomération rouennaise ouvre une première pépinière d’entreprises à Déville-lès-Rouen : Seine Créapolis. Celle-ci se trouve dans les anciens locaux de l’usine Viasystems, qui a fermé ses portes au début des années 2000. La Communauté de l’agglomération rouennaise décida de racheter le site et de financer sur place, avec l’aide de la Région, du Département et de l’Europe, le projet Seine Créapolis. L’intérêt de cette structure réside dans le fait qu’elle offre une grande souplesse aux créateurs. Souplesse financière, grâce à des loyers modérés et une mutualisation des services, mais également souplesse contractuelle car la location de bureaux dans la pépinière se fait en dehors du très contraignant cadre du bail commercial. La pépinière comprend cinquante bureaux, cinq ateliers, un accueil secrétariat partagé, des salles de réunion, d’informatique et de détente, ainsi que d’un dispositif d’aide à la logistique et de conseil. Elle accueille des activités très variées. On y retrouve par exemple des sociétés de formation, des consultants en environnement ou bien encore des fabricants de moutarde normande.
Depuis l’été 2008, une deuxième pépinière d’entreprises est née dans l’agglomération rouennaise : Seine-Biopolis. Consacrée à la santé et à la biologie, elle est située route de Lyons à quelques pas du CHU de Rouen. Tout comme pour Seine Créapolis, les jeunes entreprises de Seine-Biopolis sont suivies, accompagnées, conseillées et bénéficient de moyens humains et matériels mis à leur disposition par la Communauté.
Deux nouvelles pépinières-hôtels d'entreprises devraient être créées par la Communauté : une consacrée aux activités des technologies de l'information et de la communication (TIC) au sein du Pôle TIC au Petit-Quevilly (réhabilitation de l'ancienne caserne Tallandier) ; ouverture prévue mi-2011. Sont prévus une pépinière (500 m2) et un hôtel d'entreprises (1 500 m2).
L'autre devrait être consacrée aux activités du bâtiment à haute qualité environnementale.

### L'Armada

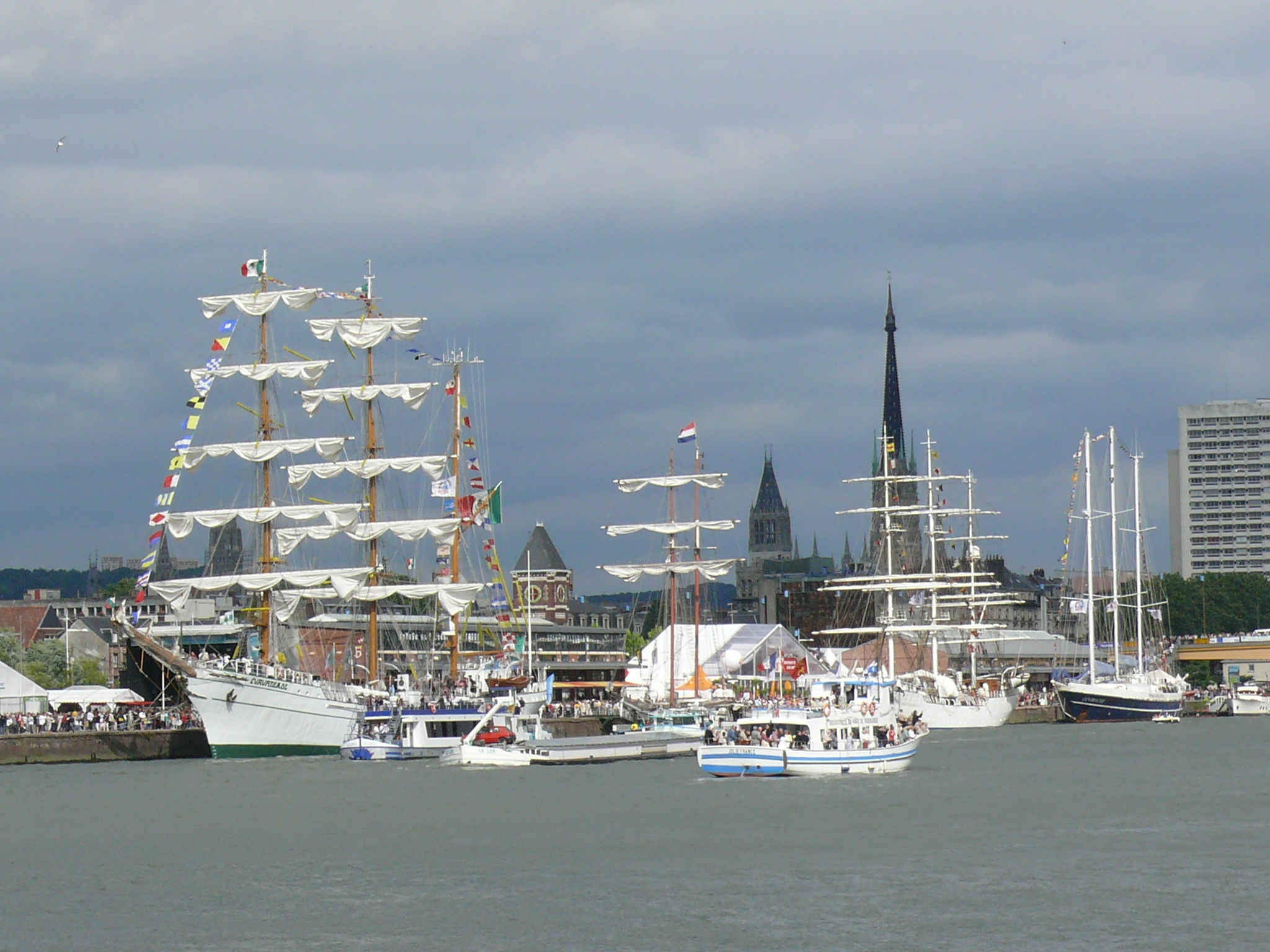
Le Cuauhtémoc à quai à Rouen lors de l'Armada 2008.

Le premier rassemblement de grand voiliers à Rouen a été organisé en 1989, à l'occasion du bicentenaire de la Révolution, sous le vocable des « voiles de la liberté » en 1989, suivi cinq ans plus tard de « l'Armada de la liberté » pour les cinquante ans du débarquement allié en Normandie. Puis l'agglomération rouennaise a accueilli l’Armada du Siècle en 1999, l’Armada 2003, et l’Armada 2008. Les plus beaux voiliers du globe, des marins du monde entier et des millions de visiteurs se rassemblent pour chacune de ces éditions. Pour l’Armada 2008, l’agglomération rouennaise a ouvert les portes du Hangar 2, transformé en Bulle d’Agglo pour l’occasion, dans lequel les visiteurs pouvaient se rafraîchir au bar à eau, se détendre et suivre un parcours ludique sur les compétences de la collectivité.

### Le 106
Les travaux dans le hangar 106 vont permettre de créer une scène de musiques actuelles, comprenant une salle de 1100 places, un club de 350 places, un studio d’émission radiophonique, un studio de réalisation d’images numériques, un studio régie pour la musique assistée par ordinateur, deux studios d’enregistrements grandes formations, trois studios pour petites formations, un studio chorégraphique et une scène ouvrant sur l’extérieur.

## Projets

### Création d'une communauté urbaine - un projet avorté ou retardé?
La Communauté de l'agglomération rouennaise avait pour projet de fusionner avec la Communauté d'agglomération Elbeuf - Boucle de Seine et les communautés de communes environnantes (Caux-Austreberthe, Seine Austreberthe, et du Trait-Yainville) pour former l'une des premières communautés urbaines de France, aux compétences élargies.
Le refus de la communauté de communes Caux-Austreberthe d'adhérer à ce projet, lors de son conseil communautaire du 16 décembre 2008, ne permet plus d'attendre le seuil des 500 000 habitants nécessaire à la constitution d’une communauté urbaine.
Malgré cette décision, Laurent Fabius confirme sa volonté de poursuivre ce projet par étape, au travers, dans un premier temps de la création d'une « grande » communauté d'agglomération.
La communauté d’agglomération Rouen Elbeuf Austreberthe (CREA) a été créée le 1er janvier 2010 et compte 493 382 habitants pour 71 communes au total, faisant d'elle la première communauté d'agglomération de France au regard de la population.

### Palais des sports
Avec le Zénith, le pont Gustave-Flaubert et le TEOR, le Palais des sports de Rouen est l'un des plus grands chantiers dans l’agglomération. Sur une emprise globale de 31 540 m2, le Palais des sports qui sera construit entre l'avenue du Mont-Riboudet et la Seine offrira une capacité modulable de 3 500 à 6 000 places sur une surface utile de 13 000 m2 destiné principalement au basket-ball, gymnastique, arts martiaux, volley-ball et handball.

### Maison des éco-sciences
La Maison des éco-sciences ouvrira sur les quais fin 2010 dans les locaux de l’actuel Hangar 2. Au rez-de-chaussée, à l’image de la Bulle d’Agglo (réalisé pendant l'Armada 2008 dans ce même Hangar) sera créé un lieu consacré à la science s’inspirant de la Cité des sciences et de l’industrie de la Villette à Paris qui assistera d’ailleurs la Communauté dans l’élaboration de sa programmation. À l’étage, un auditorium de 200 places sera aménagé pour accueillir des conférences et des colloques. Il sera équipé d’une sonorisation de haute qualité, d’un système de traduction simultanée et d’une salle de presse.

### Écoquartier du Pont-Flaubert
Un écoquartier de 80 hectares situé sur les communes de Rouen et du Petit-Quevilly redonnera vie aux anciennes emprises industrielles et valorisera les quais de la Seine. Ce projet sera mené par l’équipe de Jacqueline Osty, paysagiste, et se concrétisera par étapes d’ici 15 à 20 ans. L’accent sera mis sur l’environnement en intégrant de nombreux jardins et parcs, des pistes cyclables, ainsi que des transports en commun performants et un système de gestion des eaux pluviales. Ce site jouera un rôle sur le développement des activités économiques de la région et accueillera à terme plus de 10 000 habitants.